# Мисс Интернешнл 1982
Мисс Интернешнл 1982 (англ. Miss International 1982) — 22-й международный конкурс красоты Мисс Интернешнл, проведённый 13 октября 1982 года в Фукуока, (Япония), который выиграла Кристи Эллен Клэридж из США.

## Финальный результат
| Финальный результат  | Участницы |
| -------------------- | --- |
| Мисс Интернешнл 1982 | - США – Кристи Эллен Клэридж |
| 1-я вице-мисс        | - Испания – Мария дель Кармен Акес Висенте |
| 2-я вице-мисс        | - Австрия – Аннетта Шнайдер |
| Полуфиналистки       | - Австралия – Лу-Анн Ронч - Бельгия – Мими Дюфор - Колумбия – Адриана Румия Гомес-Кассерес - Англия – Анн Мари Джексон - Финляндия – Айно Йоханна Кристина Сумма - Гавайи – Роз Мари Фриман - Ирландия – Мартина Мари Мередит - Израиль – Нава Азгов - Италия – Антонелла Кракки - Мексика – Норма Мендес - Таиланд – Кандаз Тэ-чапратип - Уэльс – Каролин Уилльямс |

## Специальные награды
| Награда                    | Участница                                |
| -------------------------- | ---------------------------------------- |
| Лучший национальный костюм | - Португалия — Элена София Соуса Ботелью |
| Мисс Дружба                | - Гуам — Донна Ли Гармон                 |
| Мисс Фотогеничность        | - США — Кристи Клэридж                   |

## Участницы
| - Австралия — Ke-Анн Каролин Рончи (Universe 82; 2nd RU World 84) - Австрия — Анетта Шнайдер - Бельгия — Мими Дюфор - Боливия — Беатрис Пенья - Бразилия — Кармен Жулия Рандо Бонолди - Канада — Лаура Клаудия Кианколо - Колумбия — Адриана Румия Гомес-Кассерес - Коста-Рика — Сигрид Лисано Мейя - Дания — Гитте Ларсен - Англия — Анн Мари Джексон - Финляндия — Айно Йоханна Сумма - Франция — Изабелль Рошар - Германия — Йудда Бек - Греция — Иро Хадцииоанну - Гуам — Донна Ли Хармон - Гавайи — Роз Мари Фриман - Нидерланды — Жаклин Шуман (2nd RU International 85) - Гондурас — Альба Лус Рохель - Гонконг — Изабелла Кау Хунг-Пинг - Индия — Бетти О'Коннор - Ирландия — Мартина Мэри Мередит - Израиль — Нава Хазгов | - Италия — Антонелла Кракки - Япония — Юкико Цуцуми - Республика Корея — Чанг Ае-хи (real name: Won-yoon Chung) - Малайзия — Карен Сит Йинг Чан - Мексика — Норма Патрисия Мендес Торнель - Новая Зеландия — Венди Анн Томпсон - Норвегия — Жанетта Роже Бликст - Филиппины — Мария Адела Лиса Хинхервич Манибог - Португалия — Элена София Соуса Ботелью - Шотландия — Лена Мастертон (Europe 82) - Сингапур — Анджела Тан Сиок Линг - Испания — Мария дель Кармен Акес Висенте - Швеция — Камилла Энгстрём - Швейцария — Рут Хейндер - Французская Полинезия — Клаудин Тути Кугнет - Таиланд — Канда Тэ-чапратип - Турция — Майн Эрзой - Уругвай — Каролина Сибилес - США — Кристи Эллен Клэридж - Венесуэла — Амаури Мартинес Макеро - Уэльс — Каролин Джейн Уиллиямс (3rd RU Europe 82) |

## Сноски
- Результаты Мисс Интернешнл 1982 года
- Pageantopolis

1. 1 2  Names and Faces. Boston Globe. 14 октября 1982. Архивировано 4 ноября 2012. Дата обращения: 4 ноября 2010. Christie Ellen Claridge 19 a model from Chatsworth Calif triumphed over 42 other contestants from around the world to take the crown.